# Daiki
Daiki (だいき) es un nombre japonés masculino.

## Significado
Del japonés 大 (dai) que significa "grande" combinado con 輝 (ki) que significa "brillo", 樹 (ki) que significa "árbol" o 貴 (ki) que significa "valioso".

## Personas con el nombre
- Daiki Arioka (有岡 大貴?  1991-), cantante, actor e ídolo japonés
- Daiki Asada (浅田 大樹?  1989-), futbolista japonés
- Daiki Deoka (出岡 大輝?  1994-), futbolista japonés
- Daiki Enomoto (榎本 大輝?  1996-), futbolista japonés
- Daiki Goto (後藤 大輝?  1996-), futbolista japonés
- Daiki Hashioka (橋岡 大樹?  1999-), futbolista japonés
- Daiki Hattori (服部 大樹?  1987-), futbolista japonés
- Daiki Hotta (堀田 大暉?  1994-), futbolista japonés
- Daiki Ito (伊東 大貴?  1985-), saltador de esquí japonés
- Daiki Iwamasa (岩政 大樹?  1982-), futbolista japonés
- Daiki Kamikawa (上川 大樹?  1989-), judoca japonés
- Daiki Kanei (金井 大樹?  1987-), futbolista japonés
- Daiki Kaneko (金子 大毅?  1998-), futbolista japonés
- Daiki Kawato (川戸 大樹?  1994-), futbolista japonés
- Daiki Kogure (小暮 大器?  1994-), futbolista japonés
- Daiki Matsumoto (松本 大輝?  1991-), futbolista japonés
- Daiki Matsuoka (松岡 大起?  2001-), futbolista japonés
- Daiki Miya (宮 大樹?  1996-), futbolista japonés
- Daiki Morimoto (森本 大貴?  1995-), futbolista japonés
- Daiki Nishioka (西岡 大輝?  1988-), futbolista japonés
- Daiki Nishiyama (西山 大希?  1990-), judoca japonés
- Daiki Numa (沼 大希?  1997-), futbolista japonés
- Daiki Ogawa (小川 大貴?  1991-), futbolista japonés
- Daiki Oizumi (尾泉 大樹?  1989), futbolista japonés
- Daiki Sato (佐藤 大基?  1988–2010), futbolista japonés
- Daiki Suga (菅 大輝?  1998-), futbolista japonés
- Daiki Sugioka (杉岡 大暉?  1998-), futbolista japonés
- Daiki Takamatsu (高松 大樹?  1981-), futbolista japonés
- Daiki Tamori (田森 大己?  1983-), futbolista japonés
- Daiki Tomii (富居 大樹?  1989-), futbolista japonés
- Daiki Umei (梅井 大輝?  1989-), futbolista japonés
- Daiki Wakamatsu (若松 大樹?  1976-), futbolista japonés
- Daiki Watari (渡 大生?  born 1993-), futbolista japonés
- Daiki Yagishita (柳下 大樹?  1995-), futbolista japonés
- Daiki Yamamoto (山本 大稀?  1992-), futbolista japonés
- Daiki Yamashita (山下 大輝?  1990-), actor de voz japonés